# Твртко II
Твртко II (помер 1443) — незаконнонароджений син Твртка I; вів тривалу боротьбу (1396–1404) за боснійський престол зі знаттю, яка обрала королем Стефана Остою, із самим Остоєю та, зрештою, із Сигізмундом Угорським. Тільки за допомогою князя Хрвоє Вукчіча Твртко став королем Боснії. Цим пояснюється і його залежність у деяких випадках від Вукчіча. Загалом, Твртко жив у мирі з сусідами; туркам сплачував данину; православним і патаренам надавав покровительство. Народ називав Твртко справедливим.